# Waffenmühle
Waffenmühle ist ein Gemeindeteil des Marktes Arberg im Landkreis Ansbach (Mittelfranken, Bayern). Waffenmühle liegt in der Gemarkung Arberg.

## Geographie
Der Weiler liegt rund 1,7 Kilometer nördlich des Zentrums von Arberg. Der Ort liegt am Südufer der Wieseth in einer flachhügeligen Ebene bestehend aus Acker- und Grünland. Im Norden jenseits der Wieseth liegt das Rügholz. Eine Gemeindeverbindungsstraße führt zur Staatsstraße 2411 bei Arberg (1 km südlich) bzw. zur Kreisstraße AN 57 bei Wiesethbruck (1,1 km westlich).

## Geschichte
Im Jahr 1380 verkaufte Stephan von Wilhermsdorf die Waffenmühle an das Hochstift Eichstätt. 1399 trat Friedrich Koburg, genannt Langohr, zu Ahrberg sein Gut in Waffenmühle der Eichstätter Kirche ab, und im Jahr 1412 verkaufte Heinrich von Wiesenthau sein Fischwasser an Eichstätt.
1615 wurden in Waffenmühle acht Anwesen genannt. Die Grundherren aller acht Anwesen waren das Hochstift Eichstätt. Ein Anwesen davon war ehemals den Herren von Seckendorf zu Bechhofen gehörig. Zum Vergleich: 1832 zählte der Weiler auch nur zehn Anwesen, 2002 lediglich acht.
Mit dem Gemeindeedikt (frühes 19. Jahrhundert) wurde Waffenmühle dem Steuerdistrikt Arberg und der Ruralgemeinde Wiesethbruck zugeordnet. Im Zuge der Gebietsreform in Bayern wurde die Gemeinde am 1. Oktober 1971 aufgelöst und Waffenmühle nach Arberg umgegliedert.

### Baudenkmäler
In Waffenmühle gibt es zwei Baudenkmäler:
- Am südlichen Ortseingang von Waffenmühle befindet sich eine katholische Wegkapelle. Sie ist ein verputzter Massivbau aus dem 18. Jahrhundert mit umlaufendem Sockel und Satteldach. Ihr rechteckiger Chor ist leicht eingezogen. Sie besitzt eine Stichbogentür, je ein Stichbogenfenster in der Nord- und Südwand und hat ein dreiseitig umlaufendes Traufprofil. Der Treppenvolutengiebel zeigt sich mit Hausteingliederung, Zierkugeln und Akroter (Pyramide mit Kugel auf Volutensockel). Innen weist sie eine korbbogige Nische über einem nur flach vorkragenden Altarstein auf. Zur Ausstattung gehört eine Pietà, eine Holzfigur auf Rocaillegittersockel aus der Mitte des 18. Jahrhunderts. Sie wurde neu gefasst. Seitlich steht je ein leuchtertragender Engel.
- Zwei Grenzsteine mit Krummstab und Löwe aus dem späten 18. Jahrhundert rund 500 Meter außerhalb des Ortes in Richtung Wiesethbruck.

ehemaliges Baudenkmal
- Die historische Mühle an der Wieseth stammt vermutlich aus dem 18./19. Jahrhundert. Der zweigeschossige Putzbau gliedert sich in fünf zu fünf Achsen. Der Hausteinsockel steht auf zwei Seiten im Wasser. Das Gebäude hat einen zweigeschossigen Giebel und ein Satteldach. Am Türsturz befindet sich ein Mühlradwappen.[7]

### Einwohnerentwicklung
| Jahr      | 001818 | 001840 | 001861 | 001871 | 001885 | 001900 | 001925 | 001950 | 001961 | 001970 | 001987 | 002010 |
| Einwohner | 54     | 44     | 55     | 56     | 57     | 61     | 42     | 53     | 43     | 41     | 31     | 22     |
| Häuser    | 10     | 9      |        |        | 10     | 10     | 9      | 9      | 9      |        | 8      |        |
| Quelle    | [ 9 ]  | [ 10 ] | [ 11 ] | [ 12 ] | [ 13 ] | [ 14 ] | [ 15 ] | [ 16 ] | [ 17 ] | [ 18 ] | [ 19 ] |        |

## Religion
Der Ort ist römisch-katholisch geprägt und bis heute nach St. Blasius (Arberg) gepfarrt. Die Einwohner evangelisch-lutherischer Konfession sind nach St. Johannis (Bechhofen) gepfarrt.